# دیکسون کریک، ویکتوریا
دیکسون کریک (به انگلیسی: Dixons Creek) یک شهرک در استرالیا است که در ویکتوریا (استرالیا) واقع شده‌است.